# Philippuskirche (Mannheim)

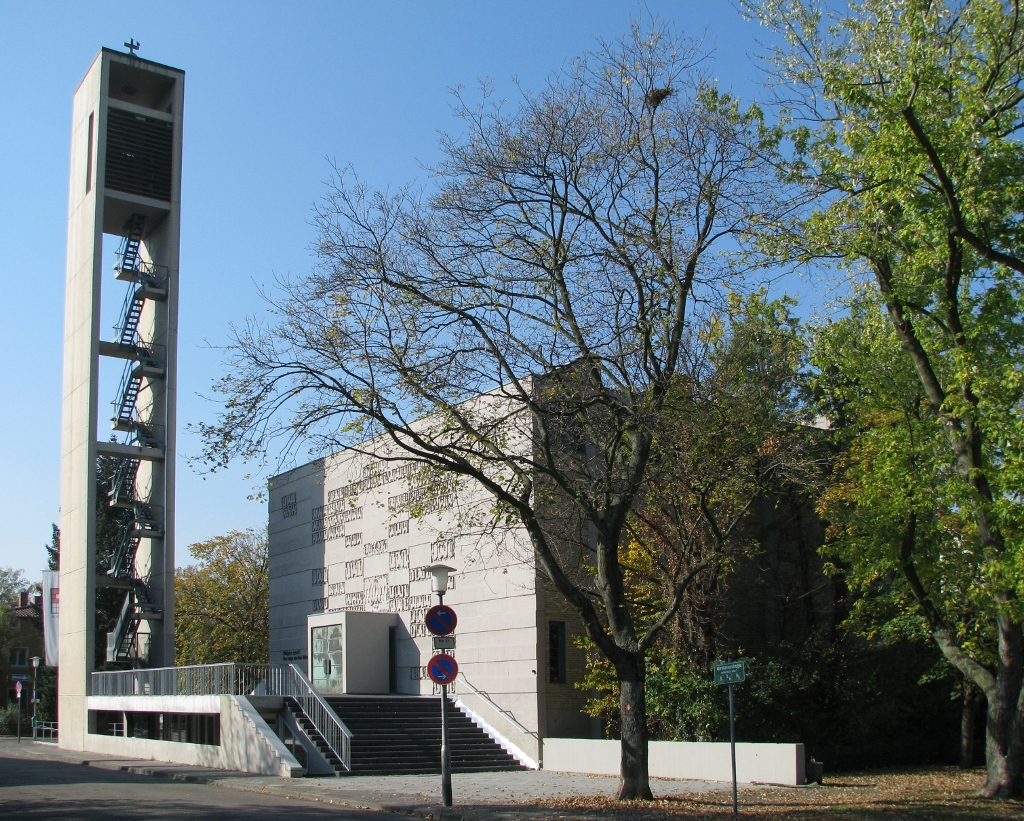
Philippuskirche

Die Philippuskirche ist eine evangelische Kirche im Mannheimer Stadtteil Käfertal. Sie wurde zwischen 1961 und 1963 nach Plänen des Architekten Wolfgang Handreck erbaut.

## Geschichte
Südlich von Käfertal entstand nach dem Ersten Weltkrieg die sogenannte Bäckerwegsiedlung, die 1931 bereits mehr als 3.000 Einwohner hatte. Die eigenständige evangelische Gemeinde sah sich nicht zur Käfertaler Unionskirche, sondern zur Kirchengemeinde Mannheim zugehörig und errichtete 1934 ein Gemeindehaus. Zum Bau einer Kirche kam es allerdings nicht mehr. Im Zweiten Weltkrieg wurde das Gemeindehaus 1944 völlig zerstört und anschließend bis 1948 wiederaufgebaut. Im Folgejahr, es gab mittlerweile 3.500 evangelische Einwohner, wurde Käfertal-Süd zur Pfarrei erhoben.
1961 wurde schließlich der Grundstein für eine Kirche gelegt. Eineinhalb Jahre später konnte Landesbischof Julius Bender am 27. Januar 1963 die Philippuskirche einweihen. Benannt wurde sie nach dem Apostel Philippus. 2007/08 wurde das Gebäude umgebaut, das Gemeindehaus an die serbisch-orthodoxe Gemeinde verkauft. Die beiden evangelischen Gemeinden in Käfertal Philippus und Union fusionierten im Jahr 2012.

## Beschreibung

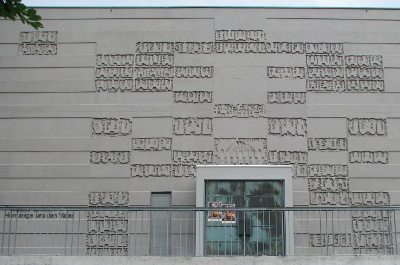
Frontansicht

Die Philippuskirche wurde im Osten von Käfertal-Süd errichtet, schräg gegenüber der kurz zuvor erbauten katholischen St.-Hildegard-Kirche. Aufgrund des kleinen Grundstücks vereinte der Architekt in einem Gebäude den Kindergarten im Erdgeschoss und darüber die Kirche. Der Zugang erfolgt über eine per Treppe erreichbare Terrasse. Der kubische Bau erhebt sich über einem quadratischen Grundriss. Die Stützen und die Dachbinder des Stahlbetonskeletts befinden sich an der Außenseite. Der ursprüngliche Sichtbeton wurde 1997 mit einem hellen Anstrich versehen. Die beiden Längsseiten sind mit Naturstein verkleidet, während die Hauptfront aus Beton mit einem Relief von Klaus Arnold künstlerisch gestaltet ist. Außerdem wird Joh 14,8  zitiert: „Philippus spricht: Herr, zeige uns den Vater“.
Das Gegenstück befindet sich im Innenraum an der Altarwand: „Wer mich sieht, der sieht den Vater“ (Joh 14,9 ). Das Relief hier stellt das Himmlische Jerusalem und die Speisung der 5.000 dar (Joh 6,5-15 ). Bei der Umgestaltung 2007/08 wurde der Innenraum aufgeteilt. Der Kirchenraum wurde durch die Abtrennung des Bereiches unter der Empore kürzer, dort befinden sich nun ein Fahrstuhl und eine Küche. Die Empore selbst wurde verglast und in einen teilbaren Gemeinderaum umgebaut. Die Orgel mit neun Registern wurde 2012 aufgestellt, sie kam aus der aufgegebenen Kreuzkirche. Der freistehende, offene Glockenturm hat eine Höhe von 30 Metern, die vier Glocken wurden 1962 gegossen.